# Tripidium
Tripidium je rod trava iz tribusa Andropogoneae, čijih je 7 vrsta zasada smješteno u podtribus incertae sedis.
Rod je raširen po Starom svijetu. Dvije vrste koje su prije bile uključivane u Saccharum, rastu i u Hrvatskoj, to su ravenski i Hostov sladorovac.
Rod je opisan u Willdenowia 36(2): 664 (2006.)

## Vrste
1. Tripidium arundinaceum (Retz.) Welker, Voronts. & E.A.Kellogg
2. Tripidium bengalense (Retz.) H.Scholz
3. Tripidium kanashiroi (Ohwi) Welker, Voronts. & E.A.Kellogg
4. Tripidium procerum (Roxb.) Welker, Voronts. & E.A.Kellogg
5. Tripidium ravennae (L.) H.Scholz, Ravenski sladorovac
6. Tripidium rufipilum (Steud.) Welker, Voronts. & E.A.Kellogg
7. Tripidium strictum (Host) H.Scholz, Hostov sladorovac